# 詹姆斯·波爾斯特
詹姆斯·波爾斯特（英語：James Polster；1979年2月8日—）是一位美國排球運動員。他是美國國家男子排球隊的一員，代表美國參加了2001年世界大學生運動會、2002年世界排球錦標賽等比賽。